# Schneeberg (Bajorország)
Schneeberg település Németországban, azon belül Bajorországban. Lakosainak száma 1730 fő (2023. december 31.).

## Népesség
A település népessége az elmúlt években az alábbi módon változott:
| Lakosok száma | 1862 | 1822 | 1803 | 1783 | 1801 | 1798 | 1784 | 1777 | 1739 | 1730 |
|               | 1975 | 1987 | 2012 | 2013 | 2014 | 2016 | 2017 | 2019 | 2022 | 2023 |